# Municipio de Lumber Bridge
El municipio de Lumber Bridge (en inglés: Lumber Bridge Township) es un municipio ubicado en el  condado de Robeson en el estado estadounidense de Carolina del Norte. En el año 2000 tenía una población de 2.145 habitantes.

## Geografía
El municipio de Lumber Bridge se encuentra ubicado en las coordenadas 34°53′25.88″N 79°4′43.02″O / 34.8905222, -79.0786167.